# 茹艾涅
茹艾涅（法語：Jouaignes，法語發音：[ʒwɛɲ]）是法国上法蘭西大區埃纳省的一个市镇，属于苏瓦松区。

## 地理
茹艾涅（49°17'55"N, 3°32'9"E）面积7.84 平方千米，位于法国上法蘭西大區埃纳省，该省份为法国北部内陆省份，北起北部省，西接索姆省和瓦兹省，东临阿登省和马恩省，西南至塞纳-马恩省，东北部与比利时接壤。
与茹艾涅接壤的市镇（或旧市镇、城区）包括：阿尔西圣雷斯蒂蒂、塞尔瑟伊、屈里乌斯、莱日、吕村、利梅、坎西苏勒蒙、塔尼耶尔。

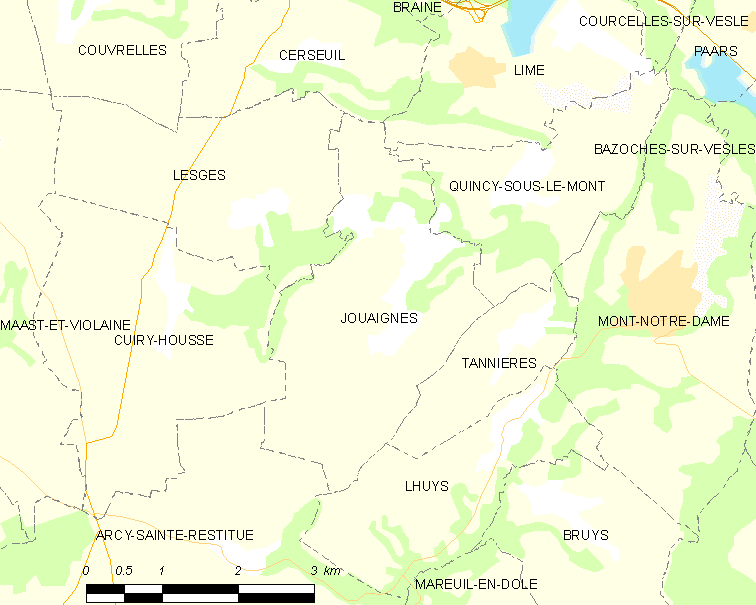
茹艾涅的OSM定位图

茹艾涅的时区为UTC+01:00、UTC+02:00（夏令时）。

## 行政
茹艾涅的邮政编码为02220，INSEE市镇编码为02393。

## 政治
茹艾涅所属的省级选区为塔德努瓦地区费尔县。

## 人口

1962-2008年间茹艾涅人口变化图示

茹艾涅于2022年1月1日时的人口数量为139人。